# Parapetalophthalmus suluensis
Parapetalophthalmus suluensis är en kräftdjursart som beskrevs av Murano och Freddy Bravo 1998. Parapetalophthalmus suluensis ingår i släktet Parapetalophthalmus och familjen Petalophthalmidae. Inga underarter finns listade i Catalogue of Life.